# Rough cut diamond
『rough cut diamond』（ラフ・カット・ダイモンド）は、1994年3月9日にEpic/Sony Recordsから発売された久宝留理子の初のベスト・アルバム。規格品番はESCB-1429。

## 概要
久宝初のベスト・アルバム。シングル・ベストではなく、デビュー曲から当時最新シングルだった「薄情」までのシングル曲に、『プラスチック・マン・ライフ』から近作『Vocallies』までのアルバムから選曲され、そのうち一部の楽曲を新録音で収録している。本作の為に書き下ろされた「道」、表題曲「rough cut diamond」の新曲2曲を収録。1995年3月24日、MD化（規格品番：ESYB7088）。香港でも発売された。

## 収録曲
| #         | タイトル                                                             | 作詞                 | 作曲       | 編曲             | 時間  |
| --------- | -------------------------------------------------------------------- | -------------------- | ---------- | ---------------- | ----- |
| 1.        | 「薄情」                                                             | 久宝留理子           | 伊秩弘将   | 松本晃彦         | 5:26  |
| 2.        | 「DREAMS」(1994 diamond cut version)                                 | 久宝留理子           | 久宝留理子 | 柴山和彦         | 4:25  |
| 3.        | 「クールに生きていると言われているけれど」(1994 diamond cut version) | 久宝留理子           | 久宝留理子 | 柴山和彦         | 5:19  |
| 4.        | 「プラスチック・マン・ライフ」(1994 diamond cut version)             | 尾上文               | 大沢誉志幸 | 柴山和彦         | 5:10  |
| 5.        | 「「男」」                                                           | 久宝留理子           | 伊秩弘将   | 是永巧一         | 4:14  |
| 6.        | 「一途」                                                             | 久宝留理子           | 川上明彦   | 中崎英也         | 6:14  |
| 7.        | 「enough」(part2)                                                    | 覚和歌子             | 須藤英樹   | 須藤英樹         | 1:48  |
| 8.        | 「熱い熱い夏の日」                                                   | 久宝留理子           | 須藤英樹   | 遠山淳・須藤英樹 | 4:00  |
| 9.        | 「MY LOVE, MY SOUL」                                                 | 藤井宏一・久宝留理子 | 藤井宏一   | 柴山和彦         | 6:01  |
| 10.       | 「あの空へ続けDream」(1994 diamond cut version)                      | 久宝留理子           | 中崎英也   | 中崎英也         | 5:36  |
| 11.       | 「道」                                                               | 安藤秀樹             | 安藤秀樹   | 見良津健雄       | 6:14  |
| 12.       | 「rough cut diamond」                                                | 久宝留理子           | 桑村達人   | 是永巧一         | 5:04  |
| 合計時間: | 合計時間:                                                            | 合計時間:            | 合計時間:  | 合計時間:        | 59:31 |

## 楽曲解説
1. 薄情
  - 10thシングル。テレビ朝日系「OH!エルくらぶ」オープニングテーマ。
2. DREAMS　″1994 diamond cut version″
  - 4thシングル「GOOD MISTAKE」C/W曲。2ndアルバム『COOL』収録。
3. クールに生きていると言われているけれど　″1994 diamond cut version″
  - 2ndアルバム「COOL」に収録。
4. プラスチック・マン・ライフ　″1994 diamond cut version″
  - デビューシングル。1stアルバム『プラスチック・マン・ライフ』収録。
5. 「男」
  - 9thシングル。5thアルバム『Vocallies』収録。
  - 三貴「カメリアダイアモンド」TV-CFソング。
6. 一途
  - 4thアルバム『Go! Go! everyday』収録。
7. enough (part2）
  - 3rdアルバム『Steady』収録。
8. 熱い熱い夏の日
  - 6thシングル。4thアルバム『Go! Go! everyday』収録。
  - ローソン・キャンペーンイメージソング。
9. MY LOVE, MY SOUL
  - 2ndアルバム『COOL』収録。
10. あの空へ続けDream　″1994 diamond cut version″
  - 3rdアルバム『Steady』収録。
11. 道
  - 本作の為に書き下ろされた楽曲。
12. rough cut diamond
  - 本作の為に書き下ろされた楽曲。後にシングル「早くしてよ」C/W曲としてリカット。
  - NHK教育「ソリトン 野望山馳参寺」テーマソング。

## 参加ミュージシャン
| 薄情 - Keyboards：松本晃彦 - E.Guitar：是永巧一 - Synthesizer Operation：大竹徹夫 - Background Vocal：久宝留理子 道 - A.Guitar：角田順 - A.Piano：田中厚 - Synthesizer Programming：田久保誓一 | rough cut diamond - Drums：Genta - E.Bass：笠原敏幸 - E.Guitar：是永巧一 - Keyboards：山崎透 - Synthesizer Programming：松井隆雄 - Background Vocal：久宝留理子 - Chorus：AMAZONS |